# Mihály Kata
Mihály Kata (Budapest, 13 de abril de 2002) es un futbolista húngaro que juega en la demarcación de centrocampista para el MTK Budapest FC de la Nemzeti Bajnokság I.

## Selección nacional
Tras jugar en varias categorías inferiores de la selección, finalmente hizo su debut con la selección de fútbol de Hungría el 7 de septiembre de 2023 en un partido de clasificación para la Eurocopa 2024 contra Serbia que finalizó con un resultado de 1-2 a favor del combinado húngaro tras el autogol de Attila Szalai para Serbia, y los goles de Barnabás Varga y Willi Orbán para Hungría.

### Participaciones en Eurocopas
| Copa          | Sede     | Resultado    | Partidos | Goles |
| ------------- | -------- | ------------ | -------- | ----- |
| Eurocopa 2024 | Alemania | Primera fase | 0        | 0     |

## Clubes
| Club            | País    | Año   | Partidos | Goles |
| --------------- | ------- | ----- | -------- | ----- |
| MTK Budapest FC | Hungría | 2019- | 148      | 4     |